# 西原借款
西原借款（にしはらしゃっかん）は大正時代の日本で当時の中華民国北京政府の段祺瑞政権に対して行われた借款である。交渉に当たったのが寺内正毅首相の側近西原亀三であったことからこの名がついた。
大蔵大臣勝田主計の主導により日本興業銀行・朝鮮銀行・台湾銀行が資金を拠出、1917年1月に決まった500万円の交通銀行借款を手始めに、その後1918年にかけて実施され、総計1億4500万円にのぼった（八八艦隊が完成した場合の年間維持費が6億円と見積もられていた時代のことである）また、3208万円の武器供与も行なわれた。
- 1917年1月20日、日本興業銀行・朝鮮銀行・台湾銀行、交通銀行（中国）へ借款500万円を供与する契約を締結。
- 1917年9月28日、日本興業銀行・朝鮮銀行・台湾銀行、交通銀行（中国）へ借款2000万円を供与する契約を締結。
- 1918年5月31日、駐華公使林権助より、西原借款に関し寺内首相攻撃の公電が到着。
- 1918年9月28日、日本興業銀行・朝鮮銀行・台湾銀行、中国政府と満蒙4鉄道借款前資金、済順・高徐2鉄道借款前資金、参戦借款の3種各2000万円供与契約を締結。
- 1924年8月12日、日本興業銀行、政府保証第5回興業債券2200万ドルを米国で発行。
- 1926年3月30日、日本興業銀行ほか2銀行の対支借款関係債務の整理に関する法律公布（1億4400万円を限度に交付公債発行）。

日本は中国における列強との協調をあらわすため、借款交渉を外交ルートでおこなわず、西原が「個人として」対応した。また、日本側の銀行も、それまでの対中借款を扱ってきた横浜正金銀行ではなく、勝田の斡旋で、日本興業銀行・朝鮮銀行・台湾銀行がこれを担当した。中国側で交渉に当たったのは曹汝霖ら新交通系の政治家で、鉄道・鉱山・森林などの名目であったが実際は段祺瑞派軍閥の軍費に利用され、段が1920年に失脚したこともあってほとんど償還されず、日中双方で政府批判の材料となった。
なお、勝田主計の子息で日本債券信用銀行頭取を務めた勝田龍夫によると、西原借款はそれを基礎として中国の通貨改革を進め中国を円経済圏に取り込もうという遠大な計画に基づくもので、借款総額は5億円を予定していたという。更に西原は段祺瑞政権が日本円と同量同質の金券の発行を実施させ、朝鮮銀行（日本円）と交通銀行（中国元）の金券を相互通用させることで、事実上の日中の通貨統合を目指す構想を持っていたとする指摘もある（ただし、中国側に警戒感が強く交渉は難航していたという）。